# Титон, Альфред
Альфред Титон (англ. Alfred B. Teton, 25 декабря 1914, Царство Польское, Российская империя — 13 мая 1996, Чикаго, США) — американский юрист, адвокат, федеральный судья, правозащитник и филантроп.

## Биография
Альфред Титон родился 25 декабря 1914 года в Царстве Польском в еврейской семье. В 1922 году вместе со своими родителями эмигрировал в США. В 1935 году получил степень бакалавра права в Чикагском университете, затем степень магистра права в Йельском университете. В 1936 году получил степень доктора права cum laude в Чикагском университете.
В 1939 году поступил на работу в Министерство юстиции США, где вскоре был назначен специальным помощником Генерального прокурора США. На этом посту вместе с Джоном Рогге успешно боролся с политической коррупцией на юге США. В частности, при участии Титона за решётку попали несколько видных политических деятелей штата Луизиана и президент Университета штата Луизиана. В сотрудничестве с известным адвокатом (позднее ставшим судьёй Верховного суда США) Тургудом Маршаллом Титон активно отстаивал права чернокожих. В начале 1940-х годов Маршалл, Титон и Национальная ассоциация содействия прогрессу цветного населения выиграли знаковое дело, подтвердившее право голоса негров и других меньшинств.
Активно участвовал в общественных правозащитных организациях, одно время был председателем исполнительного комитета Антидиффамационной лиги на Среднем Западе США. Основал при Чикагском университете фонд The Alfred B. Teton Civil and Human Rights Scholarship Fund. Фонд помогал студентам, желавшим внести вклад в область защиты гражданских свобод и прав человека.
Вместе с Джейкобом Гроссманом и Уильямом Фрёлихом основал юридическую фирму Froelich, Grossman, Teton & Tabin. Гроссман и Фрёлих ранее входили в группу из пяти федеральных прокуроров, участвовавших в 1931 году в нашумевшем судебном процессе над Аль Капоне. 
В 1960-е годы был избран судьёй. В 1983 году стал главным судьёй отдела per se Окружного суда округа Кук. Отдел per se был создан в 1972 году для рассмотрения гражданских дел без участия адвокатов.
Альфред Титон умер 13 мая 1996 года в Чикаго, в кругу своей семьи. После его смерти один из залов суда города Чикаго был назван его именем.

## Семья
Более 50 лет был женат на Розалинд Титон (в девичестве Солоуэй, 9 августа 1918—11 июня 2004). От этого брака имел двоих детей: сына Гленна (род. 1947) и дочь Гэйл Титон-Лэндис. Глен Титон в 1969 году стал учеником основателя Международного общества сознания Кришны Бхактиведанты Свами Прабхупады (1896—1977). С середины 1980-х годов является одним из духовных лидеров кришнаитов, среди которых известен под санскритским «духовным» именем «Гирираджа Свами».